# Укмерге
Укмерге́ (лит. Ukmergė, до 1918 г. — рус. Вилькоми́р) — город в центральной части Литвы, административный центр Укмергского района.

## Положение и общая характеристика
Расположен на реке Швянтойи (лит. Šventoji), в 36 км от Ионавы. Через город проходит автомобильная магистраль Вильнюс — Паневежис и шоссе Каунас — Даугавпилс.
В городе имеются четыре почтовых отделения, больница, поликлиника, две гимназии, пять основных школ, школа искусств, детский сад — школа, шесть яслей — детских садов, публичная библиотека, центр туристической информации при ней. Машиностроение; мебельный комбинат, льнозавод, молокозавод, швейная фабрика и другие предприятия.
В городе две синагоги, старообрядческая моленная Покрова Пресвятой Богородицы, православная церковь Воскресения Христова, католические костёлы Святых апостолов Петра и Павла, Пресвятой Троицы, Святой Варвары.

## Население
| 1825    | 1837    | 1856    | 1860    | 1863    | 1889    | 1897    | 1913    | 1923    | 1959    | 1970    | 1979    |
| ------- | ------- | ------- | ------- | ------- | ------- | ------- | ------- | ------- | ------- | ------- | ------- |
| 4143    | ↗5275   | ↗6230   | ↗7309   | ↗7480   | ↗16 559 | ↘13 532 | ↗16 300 | ↘10 604 | ↗14 880 | ↗21 663 | ↗26 996 |
| 1989    | 2001    | 2001    | 2002    | 2003    | 2004    | 2005    | 2005    | 2006    | 2006    | 2007    | 2007    |
| ↗30 649 | ↘28 753 | ↗28 759 | ↘28 380 | ↘28 120 | ↘27 732 | ↗28 006 | ↘27 316 | ↗27 896 | ↘26 768 | ↘26 434 | ↗27 738 |
| 2008    | 2008    | 2009    | 2009    | 2010    | 2010    | 2011    | 2011    | 2012    | 2013    | 2014    | 2015    |
| ↘27 603 | ↘26 108 | ↗27 323 | ↘25 726 | ↘25 141 | ↗26 974 | ↘24 001 | ↘23 878 | ↘23 398 | ↘22 904 | ↘22 510 | ↘22 244 |
| 2016    | 2017    | 2018    | 2019    | 2020    | 2021    | 2022    | 2023    |         |         |         |         |
| ↘21 819 | ↘21 132 | ↘20 570 | ↘20 396 | ↘20 154 | ↗21 258 | ↘20 915 | ↗21 048 |         |         |         |         |

В 1857 году из 6770 жителей было: православных — 323 (4,8 %), старообрядцев — 191 (2,8 %), католиков — 1843 (27,2 %), иудеев — 4365 (64,5 %).
Согласно переписи 1897 года из 13 532 жителей своим родным языком считали: 7277 (53,8 %) — еврейский (идиш), 2781 (20,6 %) — польский, 2078 (15,4 %) — великорусский, 839 (6,2 %) — литовский.
В 1990 году насчитывалось около 31 тыс. жителей; в 2018 году — 20591 житель.

## Название
Название встречается в вариантах Vilkenberge (1333), Vielkemirgen (1366), Wilkenmerge (1385), у Вилкомири (1475). Название города происходит из речушки Вилкмергеле (теперешняя Укмергеле, правый приток Швентои). Само название речушки вероятнее всего происходит от вилкас (лит. «волк») и старолитовского слова с корнем -merg, значившего течь, сочиться, журчать. В современном литовском языке это значение утеряно, но оно легко реконструируется по аналогиям из латышского языка: merga, marga — «мелкий дождь», mergat — «дождить» и имело общий корень -merg, связанный с более общими значениями чего-то мокрого, влажного в старых балтийских языках. В польском языке до сих пор используется название пол. Wiłkomierz.

## Герб
Герб вместе с городскими правами дарованы королём Станиславом Августом Понятовским в 1792 году. Изображает раскрытую книгу с розой и красным тельцом, встающий из развалин дом, и символическое сердце.
- Герб от 22.05.1792[10]
- Герб от 6.04.1845
- Герб в 1970-х годах
- Герб от 27.05.1992

## История

### Великое княжество Литовское
Известен с XIII века. На горе, получившей позже название Замковой, находился замок для защиты города, на который неоднократно производились нападения Ордена меченосцев, начиная с XIII века. По словам летописца, в одном из сражений пало 10 000 меченосцев, причём был взят в плен король Корибут[какой?], которого они поддерживали. В 1435 году вблизи города произошла Вилкомирская битва, ставшая поворотной точкой в гражданской войне в Великом княжестве Литовском.

### Речь Посполитая
Во времена Речи Посполитой был местом дворянских собраний и сеймиков и в нём находились земский и городской суды; город считался староством. Городские привилегии и магдебургское право городу даровал король Сигизмунд I. C 1566 года — центр повета. В 1711 году во время Северной войны город был разграблен шведами.

### Российская империя
В 1797 году стал уездным городом Виленского наместничества Российской империи, в том же году — Литовской губернии, а с 1842 года — Ковенской.
Город из-за своего приречного положения в конце XIX века имел довольно важное торговое значение, хотя проведение Либавской железной дороги повредило ему. Городу принадлежат 2389 десятин земли; годовой доход и расход колебался между 14 и 20 тыс. тогдашних рублей. 29 июня — ярмарка. В 1889 году жителей было 16 559 чел. (8898 мужского пола и 7661 женского); в том числе: духовного звания — 15, дворян — 166, купцов и граждан — 92, мещан — 14 633, военных — 1653. По вероисповеданию жители распределялись так:
| иудеев        | — 9034 |
| католиков     | — 4556 |
| православных  | — 2098 |
| старообрядцев | — 756  |
| единоверцев   | — 23   |
| лютеран       | — 71   |
| мусульман     | — 21   |

В городе имелись: православная церковь (Свято-Троицкий собор; сейчас католическая), католический костёл (один из семи, основанных при введении в Литве католической религии в 1387 году), синагога и 11 еврейских молитвенных домов. Учебные заведения: 1 казённое двухклассное народное училище, 1 приходское училище, частное одноклассное женское училище, еврейское училище. Периодических изданий жители города получают около 600 экземпляров. В городе 2 нотариуса, 6 врачей, 1 еврейское общество, благотворительное общество «доброхотной копейки», пожарное общество, городская больница и больница еврейского общества, 5 кожевенных, 3 пивоваренных, 1 медоваренный, 3 кирпичных, 1 известковый и 2 гончарных завода, 1 типография, 1 литография, 2 заведения искусственных минеральных вод.
В конце XIX века, Укмерге был одним из крупнейших городов Литвы и соревновался по значению и числу населения с Паневежисом и Шяуляй, при этом в несколько раз превосходя Алитус, Мариямполе, Мажейкяй, Утену, Кедайняй либо Йонаву. Во время обустройства Ковенской крепости и придания центру губернии — Каунасу статуса города-крепости, планировалось перенести столицу губернии в Укмерге как более выгодное место, но это так и не было сделано. Железная дорога тоже миновала Укмерге и по числу населения и значению в Аукштайтийском регионе город проиграл Паневежису — в 60-ти километрах севернее, ставшим уже на начало XX века важным промышленным центром и логистическим узлом.

### Республика Литва и Литовская ССР
В 1919 год в него вошла Красная Армия. В 1920 году город пытались захватить польские войска, но после нескольких стычек, был заключён договор, установивший границу между Литвой и Польшей. Вилькомир остался в составе Литвы и получил свое нынешнее литовское название.

## Почётные граждане города
- Усачёв, Захарий Никитович (1897—1982) — советский военачальник, генерал-майор.